# ペイロオス
ペイロオス（古希: Πείροος, Peiroos）は、ギリシア神話の人物である。イムブラソスの子。トロイア戦争の10年目に、アカマースとともにトラーキアの軍勢を率い、トロイアを救援して戦った。『イーリアス』の初日、ペイロオスはエーリスの武将の1人ディオーレースに石を投げつけ、ディオーレースが倒れたすきに討ち取ったが、その直後にトアースの投げた槍によって討たれた。